# Антоній Райхенберґ

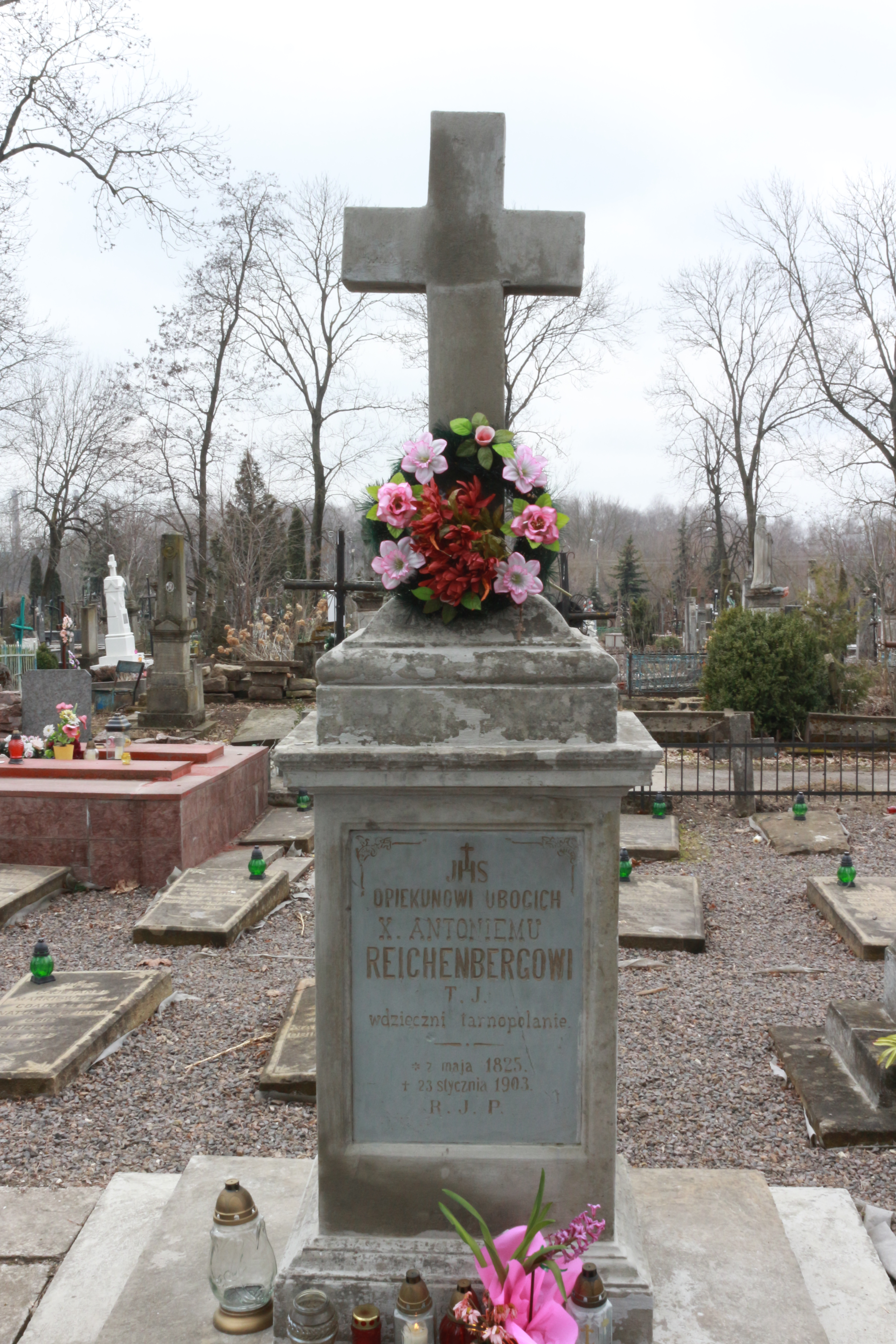
Могила о. Антонія Райхенберґа на Микулинецькому цвинтарі

Антоній Райхенберґ (пол. Antoni Reichenberg; 7 червня 1825, м. Горлиці, Австрійська імперія — 23 січня 1903, м. Тернопіль) — польський священник, єзуїт, художник. Опікувався сиротами та бідними в Тернополі.

## Життєпис
Антоній Райхенберґ народився 7 червня 1825 року в місті Горлицях Малопольського воєводства в сім'ї Пйотра і Францішки. 1848 року брав участь в угорській революції.
Студіював живопис у Будапешті та Мюнхенській академії мистецтв, яку закінчив 1862 року. Під час навчання товаришував із Яном Матейком.
Богослов'я вивчав у Мюнхені та Перемишлі, де 13 вересня 1868 року був висвячений на священника. 7 грудня 1869 року вступив на новіціят до єзуїтів у Старій Весі. 1871 року вступив до Товариства Ісуса.
Від 1875 — у Тернополі. У 1875—1887 роках був професором рисунків єзуїтського конвікту; 1884—1885 — префект студентської лікарні, 1886 — навчав німецької мови. Заснував у місті два притулки для бідних, де працював після літургії.
Помер 23 січня 1903 року в Тернополі.
Похований 27 січня 1903 року на Микулинецькому цвинтарі, де на надмогильному пам'ятнику є напис: «Опікунові убогих — Антонію Райхенбергові Т. І. вдячні тернополяни». Могила о. Антонія Райхенберґа оголошена щойновиявленою пам'яткою культурної спадщини.

## Доробок
Був талановитим художником. Серед робіт — образ «Богородиця Скорботна» (зберігається в Старій Весі) та портрет Альфреда Потоцького (до 1918 року він висів у залі Галицького сейму).

## Цікаві факти
Щодня о 7-й годині вечора о. Райхенберґ молився біля фігури святої Теклі на вул. Панській в Тернополі.